# 鄭龍華
鄭龍華，中華民國海軍永脩艦雷達下士，1950年停泊基隆時向重慶艦逃回官兵詢問軍艦起義過程，加以思鄉心切，在巡防舟山定海期間，私藏收音機在艦上收聽中共廣播，決定挾持軍艦投向中共。鄭龍華於1950年4月以CH化名寄上海人民電台，欲暗中取得聯繫派員至舟山，把軍艦開往大陸，並向艦上鄧華勝、吳金良等人探查口風、進行遊說。由於信件寄送遭保防人員截獲，偵悉該信件發自永脩軍艦，由第二艦隊司令黎玉璽派駐該艦隊調查人員偵辦。為尋找化名CH之筆跡，假借發起一人一信慰勞大陸飢民，核對全艦官兵筆跡，發現該信件出自雷達下士鄭龍華，於是逮捕鄭龍華偵訊破獲永脩軍艦案，承辦人員電令海軍總司令部擬將陣前投敵之鄭龍華就地槍決。
1950年5月12日海軍總司令函電參謀總長周至柔，周至柔回函要求依法訊明究辦，海軍總部於是將鄭龍華自基隆押解至高雄進行軍事審判，在崑崙艦自基隆前往高雄途中，鄭龍華跳海自殺身亡。永脩軍艦電信上士鄧華勝、槍砲一等兵吳金良，被依知匪不報判刑十二年，其餘李其昌、周長海、張玉、林彬藩、周明鐸、任文彬罪嫌不足，無罪釋放。周明鐸送海軍先鋒營，張玉、林彬藩、任文彬另處管訓。